# L'Homme gribouillé
L'Homme gribouillé est un album français de bande dessinée scénarisé par Serge Lehman et dessiné par Frederik Peeters, publié par Delcourt le 17 janvier 2018.

## Genèse et production
Serge Lehman souhaitait depuis les années 90 raconter l'histoire du « dernier ogre d'Europe ». Il pense tout d'abord à en faire un roman puis un film ou une série.
Le scénariste rencontre le dessinateur Frederik Peeters par l'intermédiaire de l'éditeur David Chauvel de Delcourt. Ce dernier demande trois ans pour finir sa série Aâma avant de se lancer dans un projet en commun. Lehman lui envoie durant ce temps le lien de l'exposition Wilder Mann de Charles Fréger au Mac Val, consacrée à des photographies de costumes traditionnels païens encore en usage en Europe, influence reprise dans l'album,.
Delcourt demande que le volume fasse moins de 400 pages. Cet espace restreint permet à Lehman d'éviter la « dilution narrative » avec un récit « riche, mais aussi elliptique et élégant. Une première lecture ne suffit pas à épuiser le livre » :

« Il y a le plaisir du détail, de l'ancrage historique, des micro-histoires, des sous-histoires, un côté borgésien. Un récit labyrinthique. Le vrai travail de créateur consiste à prendre une scène et à la presser jusqu'à ce qu'elle rende un jus incroyablement intense. »

Lehman savait dès le départ que le personnage principal serait une femme contenant certains traits de caractère de sa propre épouse, tels que la peur des chiens et le silence en public. L'action se déroule en partie à Paris et dans le Val-de-Marne, passant notamment par l'aqueduc d'Arcueil. Lehman cherche à mettre en scène les mythes européens, qu'il juge peu représentés par les auteurs français contrairement aux États-Unis notamment.
Peeters s'occupe du découpage de la série et choisit le rendu final. Le dessin est produit au pinceau noir sur papier de photocopie 120 grammes, format A3, puis les aplats de gris sont apposés sur le logiciel Photoshop. Les auteurs se décident pour le noir et blanc dès le départ, Peeters désirant faire son « manga à l'européenne » et « marquer la parenté avec l'expressionnisme allemand », tout en se servant de la pluie incessante, « première manifestation visuelle de [la] trame invisible », pour « déclencher chez le lecteur la sensation d'être au seuil non pas de la fin du monde, mais d'un dérèglement ».
Le roman graphique sort le 17 janvier 2018.

## Publication
- L'Homme gribouillé, Delcourt,  (ISBN 9782756096254), 17 janvier 2018
Scénario : Serge Lehman - Dessin et couleurs : Frederik Peeters

## Distinctions
L'album remporte le BDGest'Arts 2018 du meilleur « récit court Europe » décerné par le site spécialisé BD Gest' et est nommé en sélection adulte du festival Du vent dans les BD 2019.

## Prolongements
En octobre 2024, Serge Lehman publie chez Delcourt Les Navigateurs, un roman graphique dessiné par Stéphane de Caneva appartenant au même univers que L'homme gribouillé, mais situé cinq ans avant : les deux titres partagent un décor (le siège des éditions du Saule), l'apparition commune de quelques personnages (Betty, Sébastien Saule), la représentation d'un Grand Paris fantasmé, où la séparation entre la ville et sa banlieue est abolie, et une intrigue reposant sur un secret vieux de plusieurs milliers d'années[réf. souhaitée] .
L'album reçoit le prix René Goscinny du scénario en novembre 2024.